# Congo : Une tragédie politique
Pour les articles homonymes, voir Congo.
Pour plus de détails, voir Fiche technique et Distribution.
Congo : Une tragédie politique est un film documentaire congolais réalisé par Patrick Kabeya et sorti en 2018.

## Synopsis
Le documentaire relate l'histoire du pays, de l'État libre du Congo à la RDC et présente la plupart des personnages clés qui ont joué un rôle dans son histoire, tels que le roi belge Léopold II, Patrice Lumumba, Joseph Kasa-Vubu, Joseph Mobutu, Moise Tshombe et Laurent Désiré Kabila.